# Нканда
Нка́нда (англ. Nkanda) — традиційна громада у складі дистрикту Муландже Південного регіону Малаві.
Населення — 128070 осіб (2018).